# Ryszard z Wallingford
Ryszard z Wallingford (ur. ok. 1291, zm. 1336) – angielski benedyktyn, matematyk i astronom.

## Życiorys
Pochodził z hrabstwa Berkshire, był synem kowala. Osierocony w wieku 10 lat, został przygarnięty przez Williama de Kirkeby, przeora klasztoru w Wallingford. Odbył sześcioletnie studia w zakresie sztuk wyzwolonych na Uniwersytecie Oksfordzkim, po czym przywdział habit mnisi. W 1317 roku otrzymał święcenia kapłańskie. Wstąpił do klasztoru benedyktyńskiego w St Albans, za zgodą przełożonych kontynuując studia filozoficzne i teologiczne w Oksfordzie, gdzie uzyskał również prawo do nauczania. W 1326 roku został wybrany opatem St Albans. Podczas wizyty na dworze papieskim w Awinionie zaraził się trądem, który był bezpośrednią przyczyną jego śmierci.
Był autorem licznych prac, m.in. Quadripatritum o astronomii sferycznej i Exafrenon o meteorologii. W obliczeniach astronomicznych jako jeden z pierwszych na szeroką skalę stosował równania trygonometryczne. Samodzielnie konstruował przyrządy astronomiczne, m.in. rectangulus – rodzaj sfery armilarnej i albion – ekwatorium do określania pozycji planet, paralaksy oraz zaćmień Słońca i Księżyca. Wykonany przez niego dla opactwa w St Albans zegar mechaniczny został zniszczony w czasie reformacji.